# Gunung Batee Bekah
Gunung Batee Bekah är ett berg i Indonesien.   Det ligger i provinsen Aceh, i den västra delen av landet, 1 400 km nordväst om huvudstaden Jakarta. Toppen på Gunung Batee Bekah är 463 meter över havet, eller 142 meter över den omgivande terrängen. Bredden vid basen är 2,0 km.
Terrängen runt Gunung Batee Bekah är varierad.  Trakten runt Gunung Batee Bekah är nära nog obefolkad, med mindre än två invånare per kvadratkilometer. I omgivningarna runt Gunung Batee Bekah växer i huvudsak städsegrön lövskog.